# リヨン・トロリーバス
リヨン・トロリーバス（フランス語: Trolleybus de Lyon）は、フランスの都市・リヨン市内に路線網を有するトロリーバス。フランスに現存するトロリーバスの中で最大の路線網を有しており、他の公共交通機関と共に地方公共団体のSYTRALモビリテが所有し、リヨン地域交通（Transports en commun lyonnais、TCL）のブランド名のもとケオリス・バス・リヨン（Keolis Bus Lyon）によって運営されている。

## 歴史
フランスの都市・リヨンは、フランス国内で最初期にトロリーバスが使用された場所である。1905年に当時の路面電車と接続する路線が運行を開始し、ドイツ人の技師が開発した車両が導入されたが、営業期間は2年にも満たなかった。

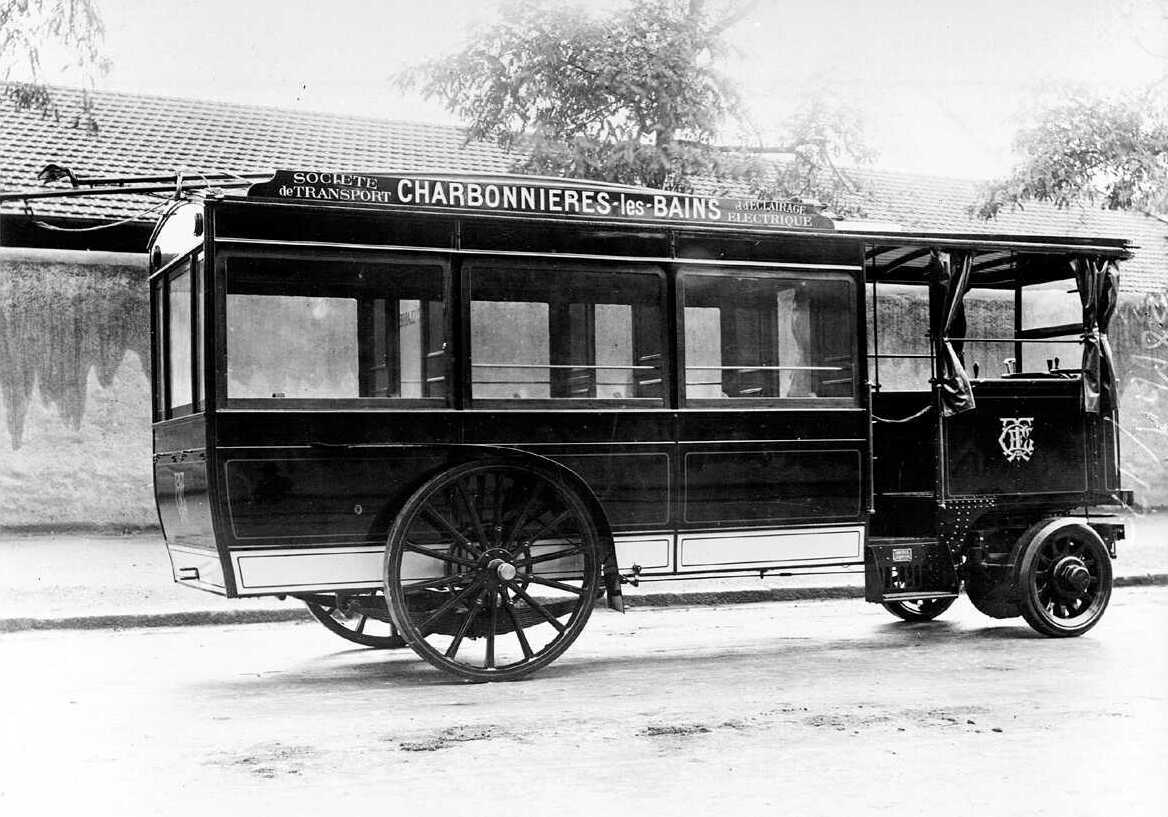
1905年に登場したトロリーバスは僅かな運行期間で廃止された（1903年頃撮影）

その後、リヨンに再度トロリーバスを導入する動きが始まったのは1930年代、モータリーゼーションの進展を受け、従来の路面電車を始めとした鉄道に代わる、より経済的かつ効率的な交通機関の模索が始まった頃であった。その中で路面電車の運営を実施していたリヨン乗合軌道会社（Omnibus et Tramways de Lyon、OTL）はトロリーバスの導入に関する検討を進め、試運転を経て1935年10月15日に最初の路線が営業運転を開始した。
その後、1936年にも2番目の路線が開通したが、本格的に路線網が拡大を始めたのは第二次世界大戦期、燃料不足により路線バスの運行が制限された1940年代前半であった。更に、戦後も路面電車を全面的にトロリーバスに置き換える方針により路線網は更に拡大し、1957年に路面電車が廃止されて2年後の1959年にはリヨン市内に21系統のトロリーバス路線が存在していた。
だが、モータリーゼーションの急速な進展の結果、トロリーバスが自動車の走行の妨げになると見做された結果、1959年以降トロリーバスの路線は順次路線バスへ置き換えられていった。その中で利用客が多い系統には大型車両の導入が行われたものの、1969年時点で残存したのは6系統のみとなっていた。この状況が変わったのは石油危機による見直しや信用乗車方式の導入による合理化に伴うもので、以降は新型車両の導入に加え、路線の復活を含めた延伸も実施された。
その後、他の公共交通機関（地下鉄、ライトレール）の整備に伴い路線網が縮小を続けた時期もあったが、2006年に専用道路やトロリーバスの優先信号を設けた新規系統・C1号線が導入された事を皮切りに、リヨンではトロリーバス網の拡張や再編が積極的に進められた。特に2011年8月29日には路線バスと共に大規模な系統の再編が実施され、2025年時点でもこれを基本とした路線網が構築されている。

## 系統
2025年2月現在、リヨン市内には以下のトロリーバス路線が存在する。各系統の頭文字の「C」は路線バスを含めたリヨンの主要バス系統を示しており、2006年のC1号線開通時のトロリーバスの最新車両「クリスタリス（Cristalis）」が由来である。また、下記に加えてバス路線のS6号線（Hôtel de Ville L. Pradel - Croix-Rousse）にも架線が存在するが、使用されていた車両の老朽化により2022年以降ディーゼルバスが用いられている。
| 系統番号 | 起点                     | 終点                | 備考 |
| -------- | ------------------------ | ------------------- | ---- |
| C1       | Gare Part-Dieu V. Merle  | Cuire               |      |
| C2       | Gare Part-Dieu V. Merle  | Rilleux Semailles   |      |
| C3       | Gare Saint-Paul          | Vlux-La Grappinière |      |
| C4       | Jean Macé                | Cité Internationale |      |
| C11      | Saxe-Gambetta            | Laurent Boonevay    |      |
| C13      | Grange Blanche           | Montessuy Gutenberg |      |
| C14      | Jean Macé                | Les Sources         |      |
| C18      | Hôtel de Ville L. Pradel | Croix-Rousse Nord   |      |

## 車両

### 現有車両
2025年現在、リヨン・トロリーバスで使用されている営業用車両は以下の通りである。
- クリスタリス（Cristalis） - フランスのイリスバス（→イヴェコ・バス）が展開したトロリーバス車両。リヨンには全長12 mの「ETB12」（69両）と全長18 mの連節バスである「ETB18」（55両）が2001年から2010年にかけて導入されたが、前者については老朽化により2024年までに引退しており、営業運転に使用されているのは「ETB18」のみとなっている。
- ライトラム（フランス語版）（lighTram） - スイスのカロッセリー・ヘス（ドイツ語版）が展開する連節式トロリーバス車両。クリスタリスの置き換えを目的に導入が行われており、充電池を用いる事で架線が無い区間でも走行が可能である。2021年から導入が開始された1次車（34両）と、2025年以降導入が進められている2次車（141両）が存在する。

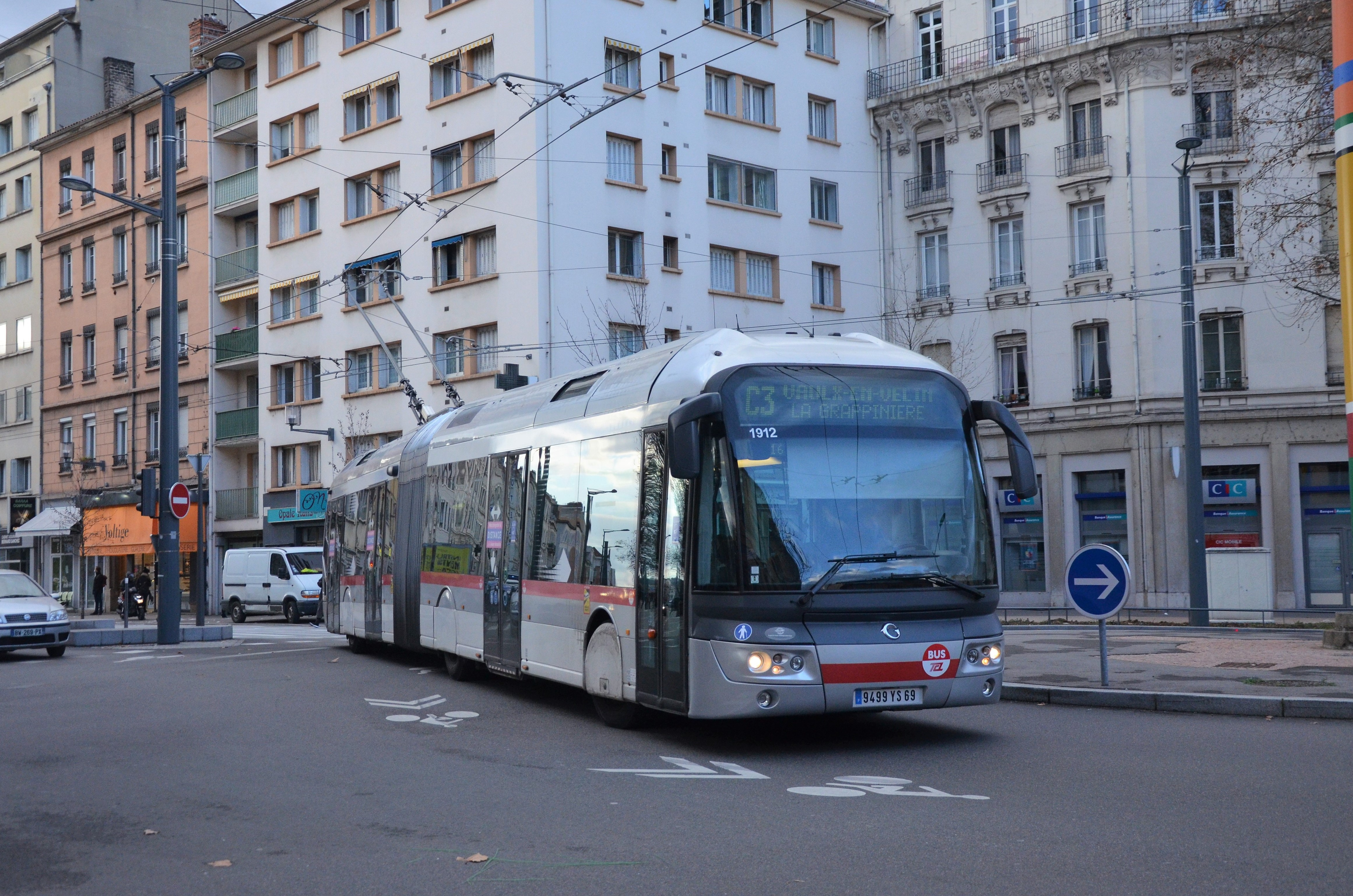
クリスタリス（ETB18）（2021年撮影）
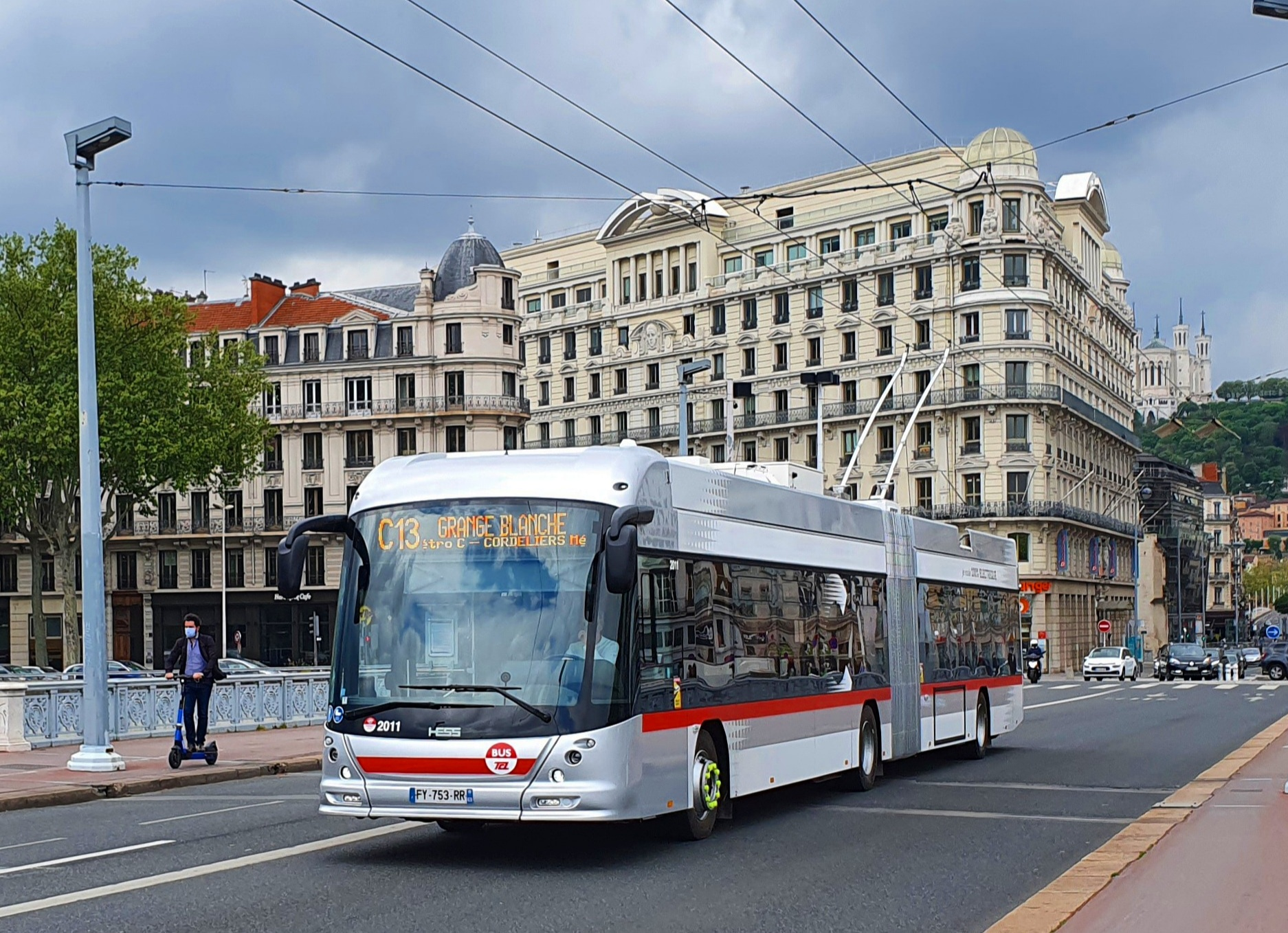
ライトラム（1次車）（2021年撮影）
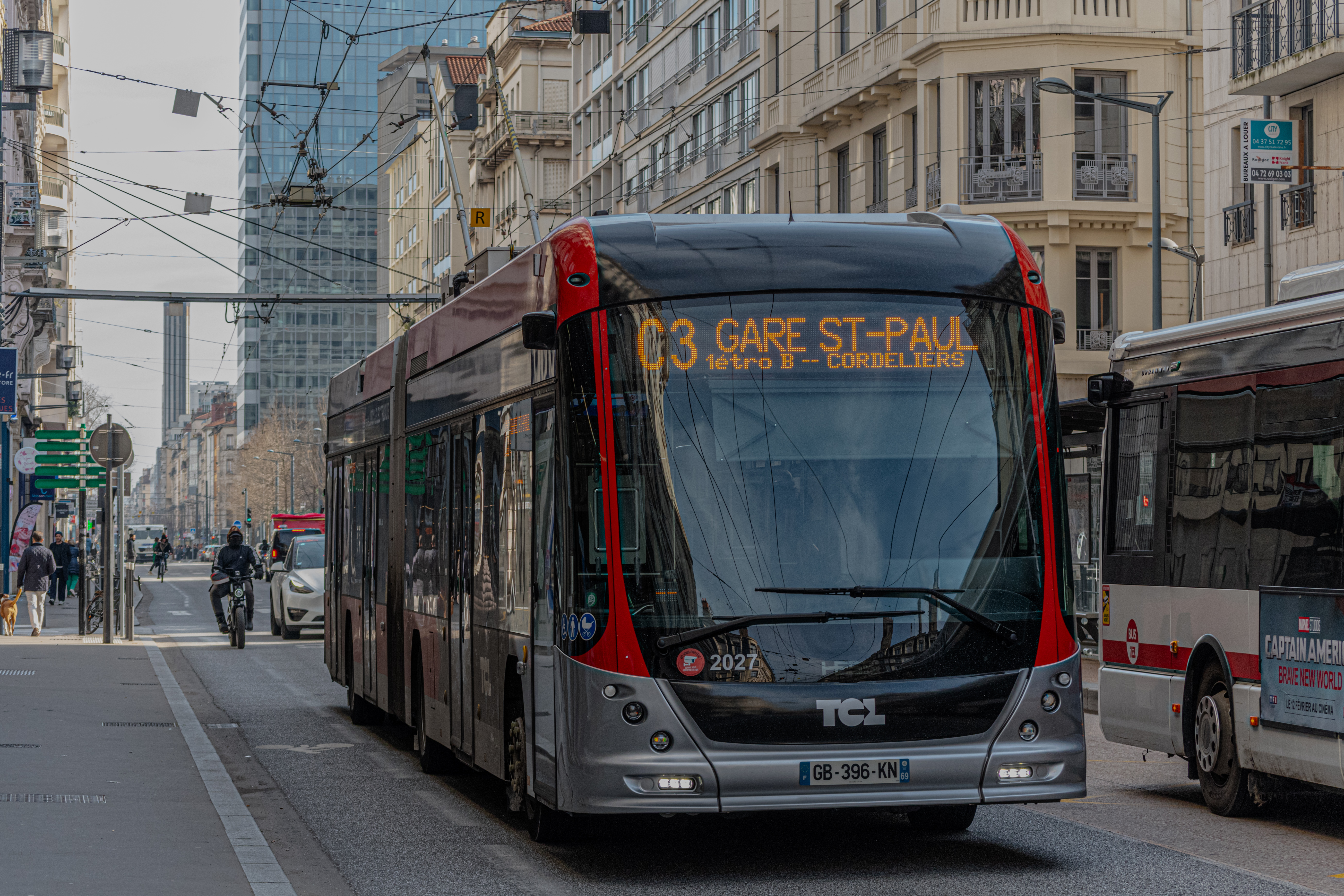
ライトラム（2次車）（2025年撮影）

### 過去の車両

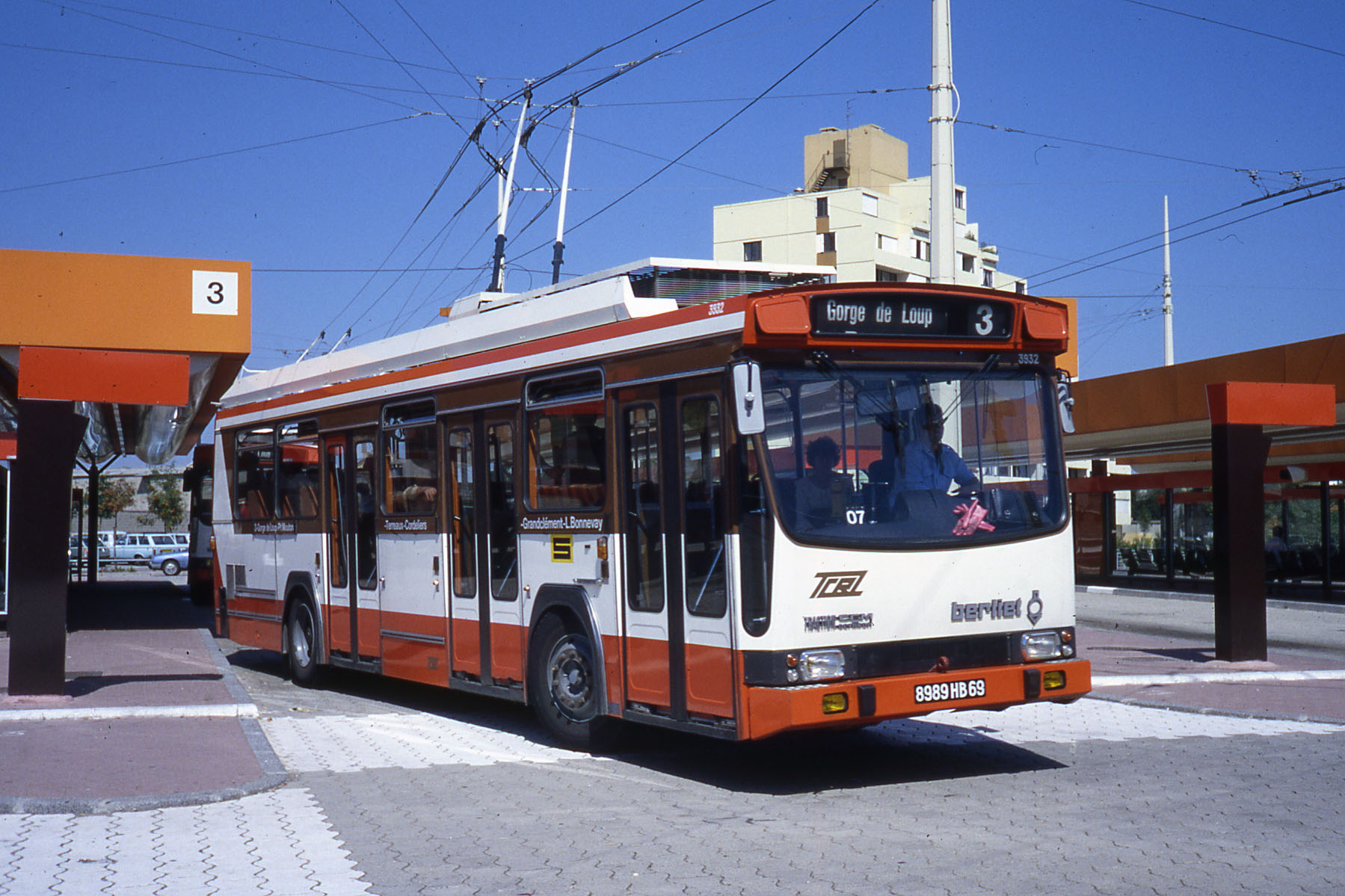
ベルリエ・ER100（1980年撮影）
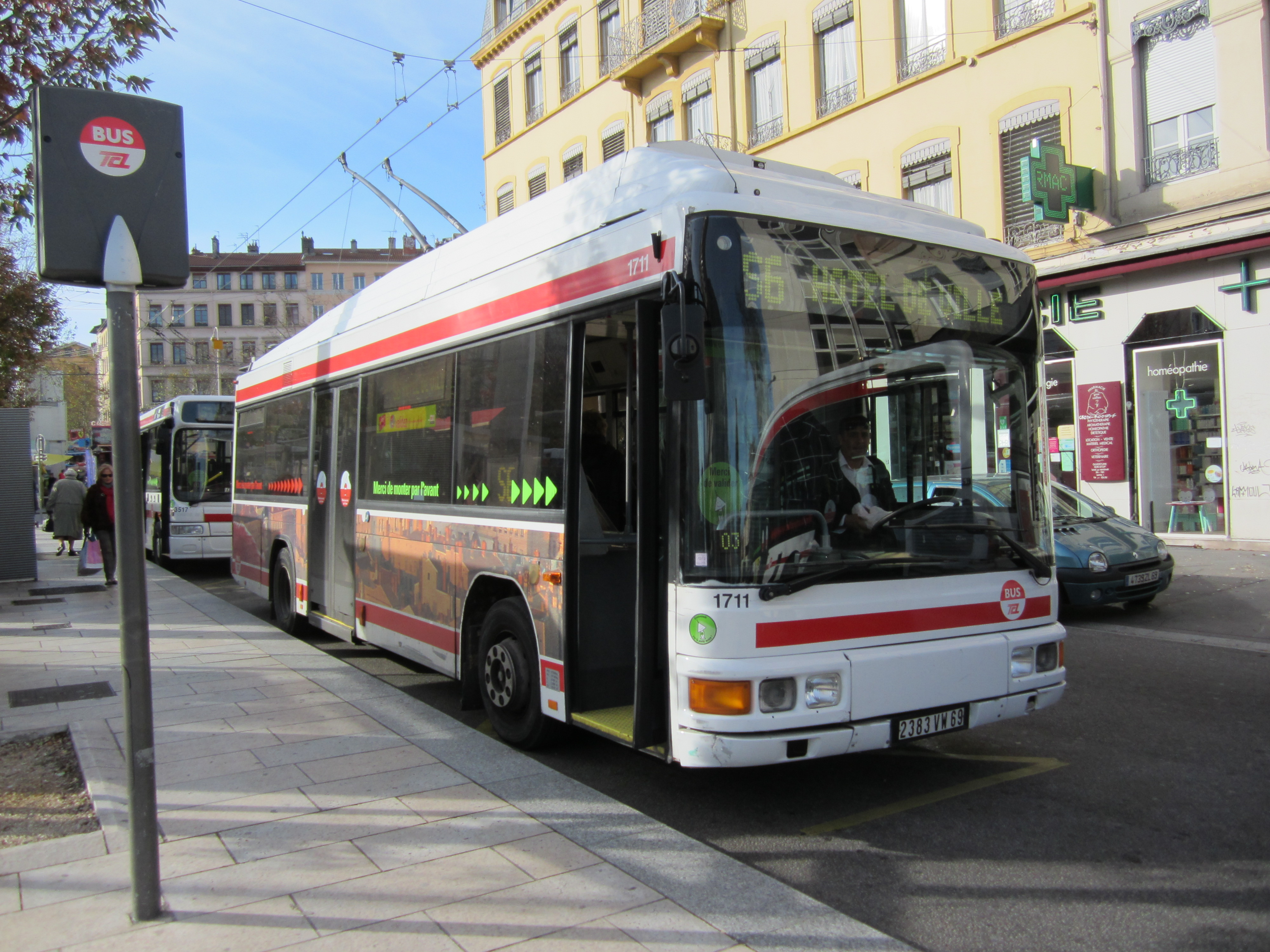
MAN-キーペ-ヘス NMT 222（2009年撮影）
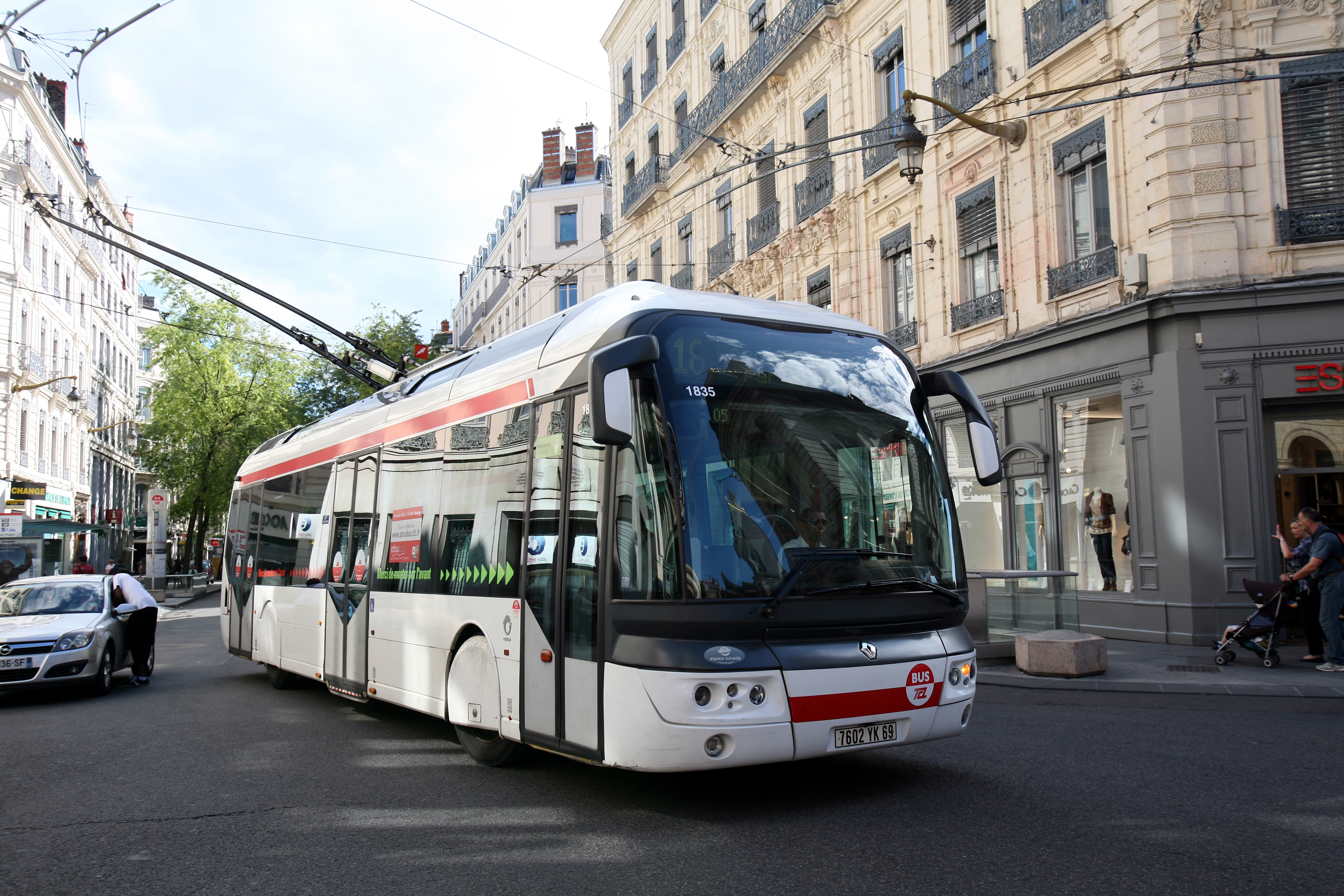
クリスタリス（ETB12）（2011年撮影）

## 今後の予定
リヨンでは2025年6月に大規模なバス路線網の再編が予定されており、トロリーバスについてもC3号線の補完系統であるC23号線（Cité Internationale - Villeurbanne Flachet）の開通およびC5号線へのC4号線の統合などが予定されている。更に、翌2026年には専用レーンを設けたBRT（フランス語: Bus à Haut Niveau de Service）の系統であるBHNS1号線の開通が予定されており、新型車両の「ライトラム」が使用される事になっている。